# Neuronema huangi
Neuronema huangi är en insektsart som beskrevs av C.-k. Yang 1981. Neuronema huangi ingår i släktet Neuronema och familjen florsländor. Inga underarter finns listade i Catalogue of Life.